# Burgruine Waldeck (Oberpfalz)
Die Burgruine Waldeck ist die Ruine einer Gipfelburg auf dem etwa 641 Meter hohen Basaltkegel des Waldecker Schlossbergs bei Waldeck, etwa fünf Kilometer östlich von Kemnath im Landkreis Tirschenreuth in Bayern. Sie war eine der ältesten Burgen der Oberpfalz und ist unter der Aktennummer D-3-77-129-75 als Baudenkmal verzeichnet. „Archäologische Befunde im Bereich der mittelalterlichen Burg- und frühneuzeitlichen Schlossruine Waldeck“ werden zudem als Bodendenkmal unter der Aktennummer D-3-6137-0026 geführt.

## Geschichte

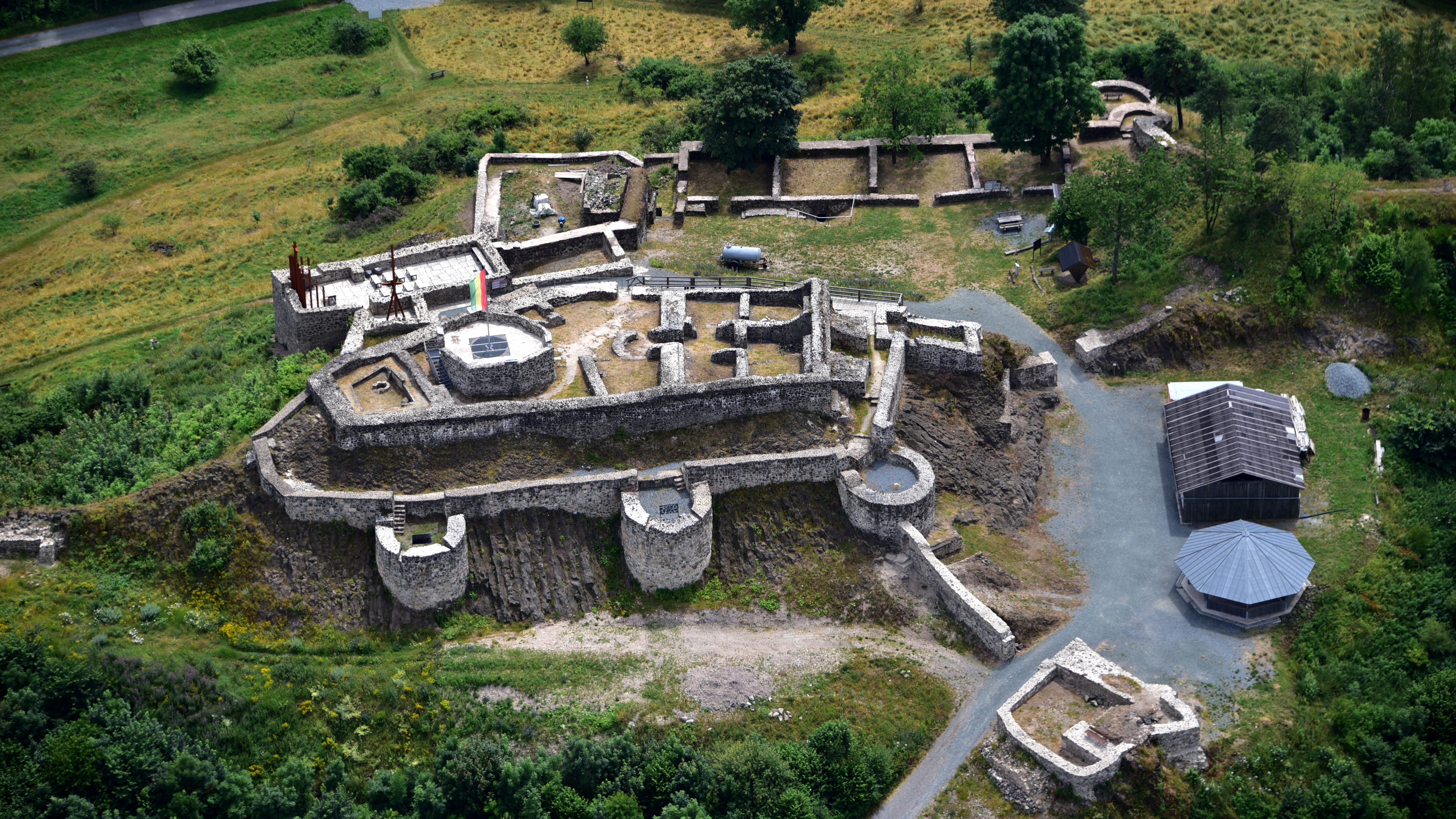
Burgruine Waldeck (Oberpfalz), Luftaufnahme (2016)

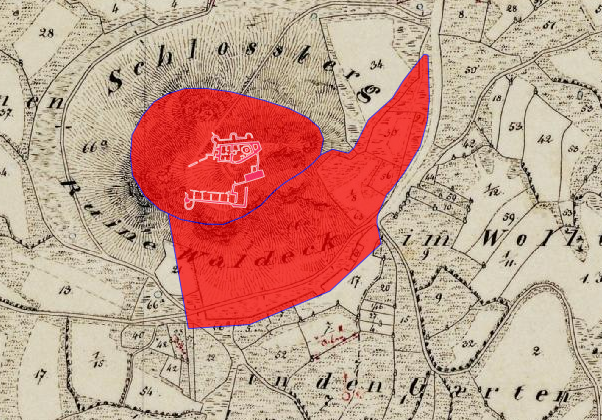
Lageplan der Burgruine Waldeck (Oberpfalz) auf dem Urkataster von Bayern

Im Jahr 1124 wurde die Burg Waldeck urkundlich erstmals erwähnt. Sie war damals im Besitz von Gebhard, Landgraf von Leuchtenberg. Die Burg ist auf dem Heiratsweg an den Leuchtenburger gekommen.  Vermutet wird, dass die Herren von Pettendorf-Lengenfeld-Hopfenohe die Burg errichtet haben; nach dem Tod des letzten Pettendorfers 1119 ging der Teil des Besitzes um Kemnath über die Erbtochter Heilwiga von Lengenfeld auf dem Heiratsweg an die Landgrafen von Leuchtenberg über (deren um Lengenfeld gelegene Besitz kam über die andere Tochter Heilika von Lengenfeld auch auf dem Heiratsweg an die Wittelsbacher). Die Leuchtenburger blieben 164 Jahre die Herren auf dem superiori castro zu Waldeck; ihre Ministerialen nannten sich demgemäß „Obernburger“. 1283 verkaufte Landgraf Friedrich II. von Leuchtenberg die Burg mit Teilen der umliegenden Herrschaft Waldeck an Herzog Ludwig von Bayern. Nach dem Hausvertrag von Pavia von 1329 kam die Burg zum Kurpräzipium der pfälzischen Wittelsbacher.
Die übrigen Teile der Herrschaft Waldeck (unter anderem die Burg Weißenstein) verkauften die Grafen von Leuchtenberg an Burggraf Friedrich III. von Nürnberg.
Die rheinpfälzischen Kurfürsten blieben bis zum Dreißigjährigen Krieg die Herren von Waldeck-Kemnath. Nach dem Sieg von General Tilly in der Schlacht am Weißen Berg über Kurfürst Friedrich von der Pfalz erhielt Herzog Maximilian von Kaiser Ferdinand die Oberpfalz als Pfand für die von ihm verausgabten Kriegskosten, 1623 erhielt er die Kurwürde und 1628 bekam er die Oberpfalz als Eigentum übertragen. Während des Dreißigjährigen Krieges wurde die Burg Zufluchtsort für Bürger der Stadt Kemnath und von Adeligen aus der Umgebung. 1648 kam es zu einer Belagerung der Burg durch den in schwedischen Diensten stehenden General Königsmarck. Erschrocken durch die Beschießung der Burg bedrängte der Landrichter Nikolaus du Quesnoy den Burgkommandanten, die Burg zu übergeben. Der Landrichter wurde danach festgenommen und die auf der Burg befindlichen Musketiere, einschließlich des Kommandanten, traten in schwedische Dienste über. Trotz des am 24. Oktober 1648 geschlossenen Westfälischen Friedens endete die Besetzung der Burg erst am 5. Oktober 1649. In der Besatzungszeit wurden die Verteidigungsanlagen der Burg verbessert und im darunterliegenden Ort 22 Häuser abgebrochen, um das Schussfeld zu erweitern. Bis 1698 war die Burg Sitz des Landrichteramtes Waldeck-Kemnath.

Darstellung der Belagerung 1704

Im Spanischen Erbfolgekrieg wurde die Burg von kaiserlichen Truppen belagert und im Oktober 1704 eingenommen. Auf Befehl Kaiser Josephs I. wurde sie 1705 geschleift, daran beteiligten sich Handwerker und „Fachleute“ aus Nürnberg, Amberg, Kemnath und Waldeck. Nach zwei Wochen war dies erledigt, wobei sich die Abbruchkosten auf 332 fl, 7 kr und 2 ₰ beliefen. Die restlichen Burganlagen, Wirtschaftsgebäude und Stallungen wurden erst 1707 auf Veranlassung des fränkischen Landrichters Hemmel zu Kemnath und des Lieutenants Gratiani demoliert.
Zwar wurde die Burg wiederaufgebaut, sie brannte jedoch 1794 aus und ist seither Ruine. Seit etwa 1982 wird sie ausgegraben und restauriert.